# Алдо Бароуз
Алдо Бароуз (енгл. Aldo Burrows) је измишљени лик из америчке ТВ серије Бекство из затвора. Његов лик тумачи Ентони Денисон. Алдо се у серији први пут појављује у петнаестој епизоди.
Алдо је отац Линколна и Мајкла и деда Ел Џеја. Већи део живота радио је за тајну службу Компанију. Због својих обавеза према компанији, био је присиљен да напусти своју фамилију кад је били Линколн још једно дете и Мајкл није био рођен (разлог зашто је Мајкл узео презиме мајке). После напустње компаније, почео је, против њих да ради са различитим особама. Постао је једна важна особа у борби за истину против Компаније. Он је одговоран за разотривање проневере новца из фондова „ЕкоФилда”, који је брат потпредседнице Рејнолдс, Теренс Стедмен преусмеравао у изборну кампању своје сестре. То је потакло компанију да намеште Стедменово убиство Линколну како би из склоноште извукли Алдоа.